# Jakub Ptáčník
Jakub Ptáčník (24. února 1893, Dehtáře nebo Dechtáre – ?) byl český malíř, keramik a pedagog.

## Biografie
Jakub Ptáčník se narodil v roce 1893 v Dehtářích, případně dle jiných zdrojů v Dechtárích u Liptovského Mikuláše, absolvoval Průmyslovou školu keramickou v Bechyni a následně studoval Uměleckoprůmyslovou školu ve Vídni a následně Akademii výtvarných umění v Praze v ateliéru Vojtěcha Hynaise. Následně se začal věnovat pedagogice, působil na gymnáziu v Prievidzi a v roce 1935 nastoupil na Gymnázium v Moravských Budějovicích. Věnoval se keramice a malířství.